# Ministère des Infrastructures et des Transports (Bénin)
Pour les articles homonymes, voir Ministère des Transports.
Le Ministère  des infrastructures et des transports a pour mission la conception, la mise en œuvre, le suivi et l'évaluation de la politique générale de l’État en matière de transports terrestre, maritime et fluvio-lagunaire et aérien ainsi que de travaux publics et autres infrastructures, conformément aux lois et règlements en vigueur en République du Bénin. Il exerce également ses attributions dans le domaine de la météorologie et des activités qui lui sont directement liées. 
C'est à l'arrivée du gouvernement du président Boni Yayi en 2006, qu'il change de nom du Ministère des Infrastructures et des Transports est devient Ministère des infrastructures et des transports[pas clair].

## Organisation et attributions

### Ministre
- 6 avril 2016 - 18 septembre 2017 : Hervé Yves Hehomey
- 18 septembre 2017 - 27 octobre 2017 : José Didier Tonato (intérim)
- 27 octobre 2017 - 5 juin 2018 : Cyr Koty
- 5 juin 2018 - 5 septembre 2019 : Alassane Seidou
- depuis le 5 septembre 2019 : Hervé Yves Hehomey

### Administration centrale
Conformément au décret no 016-418 du 20 juillet 2016 portant attributions, organisation et fonctionnement du Ministère des Infrastructures et des Transports dispose d'une administration centrale dont l'organisation est définie est composée comme suit[Quoi ?]: